# Михајлово
Михајлово (мађ. Szentmihály) је насеље града Зрењанина у Средњобанатском округу. Према попису из 2022. било је 674 становника.

## Историја
Tоком своје историје више пута је мењало своје име.
- 1712. на латинском језику писаној фасцикли St. Michael, на садашњем месту назначено село
- 1723. исто на садашњем месту
- 1780. мађ.
- 1919. мађ.
- 1922. Михајлово

Од овог села је на почетку двадесетог века остао само салаш, који су мештани звали Szent Mitra tanya. Данас тај салаш више не постоји. Према причању најстаријих мештана, преци већине Михајловчана потичу из некадашњег Szent Demetera. Били су римокатолици и говорили су мађарским језиком са прастарим сегединским акцентом.

### Црква
Од 1836. до 1909. године припадала је жупној цркви у Елемиру, а од 1909. године је посебна плебанија. Литургијски језик је био мађарски. Црква организационо припада је зрењанинској бискупији и жупној цркви. Црква као и село добили су из захвалности главном анђелу, светом Михајлу. Црква је грађена на садашњем месту од набоја 1835. године, плафон је био виклован, а кров је био од трске, без торња. Звона су стајала на дрвеној конструкцији поред цркве. Пошто је дошло до оштећења цркве, мештани су 1850. године поправили своју цркву и обновили кров. Године 1902. су уграђене оргуље, а 1913. године купљен је хармонијум. Торањ цркве је изграђен 1910. године. Након што је војска 1918. године однела два већа звона, мештани су били принуђени да купе нова звона, што је учињено 1928. године.
Жупник Јакаб Ђуле је дошао у село 1909. године. Он је организовао изградњу торња и обнову цркве, утицао је да се испред сваке куће направи тротоар од цигала за пешаке, а издејствовао је и да се формира сеоска библиотека.

## Демографија
У насељу Михајлово живи 803 пунолетна становника, а просечна старост становништва износи 40,5 година (39,7 код мушкараца и 41,3 код жена). У насељу има 352 домаћинства, а просечан број чланова по домаћинству је 2,85.
Ово насеље је великим делом насељено Мађарима (према попису из 2002. године), а у последња три пописа, примећен је пад у броју становника.
|  |

| Демографија | Демографија | Демографија |
| Година      | Становника  | Становника  |
| ----------- | ----------- | ----------- |
| 1948.       | 1.373       |             |
| 1953.       | 1.286       |             |
| 1961.       | 1.409       |             |
| 1971.       | 1.252       |             |
| 1981.       | 1.318       |             |
| 1991.       | 1.169       | 1.153       |
| 2002.       | 1.004       | 1.008       |

| Етнички састав према попису из 2002.‍ | Етнички састав према попису из 2002.‍ | Етнички састав према попису из 2002.‍ | Етнички састав према попису из 2002.‍ | Етнички састав према попису из 2002.‍ |
| ------------------------------------ | ------------------------------------ | ------------------------------------ | ------------------------------------ | ------------------------------------ |
|                                      |                                      |                                      |                                      |                                      |
| Мађари                               | Мађари                               |                                      | 944                                  | 94,02%                               |
| Срби                                 | Срби                                 |                                      | 37                                   | 3,68%                                |
| Румуни                               | Румуни                               |                                      | 6                                    | 0,59%                                |
| Југословени                          | Југословени                          |                                      | 4                                    | 0,39%                                |
| Хрвати                               | Хрвати                               |                                      | 1                                    | 0,09%                                |
| Словенци                             | Словенци                             |                                      | 1                                    | 0,09%                                |
| Словаци                              | Словаци                              |                                      | 1                                    | 0,09%                                |
| Роми                                 | Роми                                 |                                      | 1                                    | 0,09%                                |
| непознато                            | непознато                            |                                      | 4                                    | 0,39%                                |

| Година пописа     | 1948. | 1953. | 1961. | 1971. | 1981. | 1991. | 2002. |
| ----------------- | ----- | ----- | ----- | ----- | ----- | ----- | ----- |
| Број домаћинстава | 336   | 303   | 363   | 337   | 389   | 409   | 352   |

| Број чланова      | 1  | 2  | 3  | 4  | 5  | 6  | 7 | 8 | 9 | 10 и више | Просек |
| ----------------- | -- | -- | -- | -- | -- | -- | - | - | - | --------- | ------ |
| Број домаћинстава | 75 | 99 | 57 | 74 | 23 | 20 | 3 | 1 | 0 | 0         | 2,85   |

| Пол    | Укупно | Неожењен/Неудата | Ожењен/Удата | Удовац/Удовица | Разведен/Разведена | Непознато |
| ------ | ------ | ---------------- | ------------ | -------------- | ------------------ | --------- |
| Мушки  | 417    | 97               | 285          | 21             | 14                 | 0         |
| Женски | 423    | 54               | 282          | 79             | 8                  | 0         |
| УКУПНО | 840    | 151              | 567          | 100            | 22                 | 0         |

| Пол    | Укупно                    | Пољопривреда, лов и шумарство | Рибарство                            | Вађење руде и камена | Прерађивачка индустрија       |
| ------ | ------------------------- | ----------------------------- | ------------------------------------ | -------------------- | ----------------------------- |
| Мушки  | 264                       | 173                           | 0                                    | 2                    | 38                            |
| Женски | 173                       | 131                           | 0                                    | 0                    | 13                            |
| УКУПНО | 437                       | 304                           | 0                                    | 2                    | 51                            |
| Пол    | Производња и снабдевање   | Грађевинарство                | Трговина                             | Хотели и ресторани   | Саобраћај, складиштење и везе |
| Мушки  | 4                         | 18                            | 5                                    | 0                    | 11                            |
| Женски | 0                         | 0                             | 9                                    | 0                    | 2                             |
| УКУПНО | 4                         | 18                            | 14                                   | 0                    | 13                            |
| Пол    | Финансијско посредовање   | Некретнине                    | Државна управа и одбрана             | Образовање           | Здравствени и социјални рад   |
| Мушки  | 1                         | 4                             | 4                                    | 1                    | 3                             |
| Женски | 1                         | 0                             | 1                                    | 8                    | 8                             |
| УКУПНО | 2                         | 4                             | 5                                    | 9                    | 11                            |
| Пол    | Остале услужне активности | Приватна домаћинства          | Екстериторијалне организације и тела | Непознато            | Непознато                     |
| Мушки  | 0                         | 0                             | 0                                    | 0                    | 0                             |
| Женски | 0                         | 0                             | 0                                    | 0                    | 0                             |
| УКУПНО | 0                         | 0                             | 0                                    | 0                    | 0                             |